# Ravna Reka (Despotovac)
Ravna Reka (em cirílico: Равна Река) é uma vila da Sérvia localizada no município de Despotovac, pertencente ao distrito de Pomoravlje, na região de Resava. A sua população era de 277 habitantes segundo o censo de 2011.

## Demografia
| 1948 | 1953 | 1961 | 1971 | 1981 | 1991 | 2002 | 2011 |
| ---- | ---- | ---- | ---- | ---- | ---- | ---- | ---- |
| 1723 | 2248 | 2113 | 973  | 722  | 606  | 380  | 277  |